# In My Secret Life
«In My Secret Life» es una canción del músico canadiense Leonard Cohen, publicada en el álbum de estudio Ten New Songs (2001). La canción, compuesta por Cohen e interpretada junto a Sharon Robinson, con Bob Metzger en la guitarra, fue publicada también como sencillo promocional. Cohen reveló por primera vez estar trabajando en una canción llamada «My Secret Life» en 1998.

## Videoclip
El videoclip de «In My Secret Life» fue filmado en el Hábitat 67 de Montreal, Canadá. El edificio es famoso por su forma arquitectónica futurista y fue diseñado por el arquitecto Moshe Safdie, popular por la Expo 67 y por sus tesis en la Universidad McGill,.

## Versiones
«In My Secret Life» fue versionada por Eric Burdon (en su álbum My Secret Life), Katie Melua (en su álbum de 2009 Pictures), Dominique Eade, Till Brönner, Ariane Moffatt, Adan Jodorowsky y Tapani Kansa, entre otros.